# Moxaverine
Moxaverine đã được sử dụng trong trị liệu dựa trên tác dụng giãn mạch trực tiếp của thuốc, chất ức chế phosphodiesterase  và ảnh hưởng của nó đến tính chất lưu biến của hồng cầu.
Moxaverine hydrochloride (Kollonymous forte®, Ursapharm, Saarbrücken, Đức) đã được chứng minh là làm tăng lưu lượng máu ở mắt ở bệnh nhân thoái hóa điểm vàng do tuổi cao, bệnh tăng nhãn áp góc mở nguyên phát và làm tăng lưu lượng máu màng đệm và retrobulbar ở bệnh nhân cao tuổi mắc các bệnh liên quan đến giảm tưới máu. Hiệu quả trên mắt của moxaverine đã được khám phá trong phòng khám.